# آي ماك (أبل سيليكون)
يعد آي ماك المزود بشريحة (معالج) أبل سيليكون سلسلةً من أجهزة Mac المكتبية الكل في واحد التي تنتجها شركة Apple Inc منذ عام 2021. ويُمثّل هذا الجهاز أول إعادة تصميم كبيرة لسلسلة آي ماك منذ عام 2012، حيث أُعِيد تصميم الهيكل والمكونات الداخلية لتعمل بمعالجات أبل المخصصة، بدءًا من شريحة M1. يتميز جهاز آي ماك المزود بأبل سيليكون بشاشة مقاس 24 بوصة داخل هيكل رفيع من الألومنيوم، ويرتفع عن سطح الطاولة بقاعدة دعم، ويأتي بسبعة ألوان مختلفة.
بدأت شركة أبل في شحن أول أجهزة آي ماك التي تعمل بمعالج أبل سيليكون في 21 مايو 2021. عُدِّلَت هذه السلسلة في عام 2023 لاستخدام شريحة أبل إم 3 وفي عام 2024 لاستخدام أبل إم 4. لقِي جهاز آي ماك استقبالًا إيجابيًا بشكل عام؛ حيث أشاد النقاد بتصميمه وسهولة الاستخدام وقابليته للنقل، في حين كانت أبرز الانتقادات تتعلق بنقص المنافذ وعدم إمكانية ضبط الارتفاع، والتكلفة وغياب خيار الشاشة الأكبر حجمًا.

## نظرة عامة
يُعد آي ماك المزود بشريحة أبل سيليكون حاسوبًا شخصيًا من نوع «الكل في واحد»، حيث تأتي مكوّنات الحاسوب مدمجة داخل هيكل الشاشة نفسه. ويُعتبر هذا آي ماك أول إعادة تصميم رئيسية للسلسلة منذ عام 2012. وبدلًا من خياري الحجم السابقين—21.5 بوصة (55 سم) و27 بوصة (69 سم)—يأتي آي ماك الجديد بحجم شاشة موحّد يبلغ 23.5 بوصة (60 سم)، ويُقرّب إلى 24 بوصة. يتميّز الجهاز بتصميم مسطّح من الخلف وسماكة تبلغ 0.45 بوصة (11 ملم)، أي بحجم أقل بنسبة 50% وبصمة أصغر بنحو 30% مقارنة بجهاز آي ماك (iMac) مقاس 21.5 بوصة. ونظرًا لعدم ملاءمة وحدة الطاقة للتصميم النحيف، فقد وُضِع مزوّد الطاقة خارجيًا، وهو يتصل بالجهاز مغناطيسيًا.
يمكن إمالة الشاشة من خلال مفصل متصل بقاعدة معدنية غير قابلة للإزالة، إلا أنه لا يمكن تعديل ارتفاع الشاشة. كما يمكن اختيار تركيب VESA عند الشراء. أما منافذ USB، فهي تقع في الجزء الخلفي للجهاز، بينما توجد منافذ أخرى في أماكن مختلفة بسبب سماكتها، مثل منفذ Ethernet (الذي قد يأتي مدمجًا في مزود الطاقة حسب التكوين) ومنفذ الصوت 3.5 مم الذي يوجد على الحافة اليسرى من آي ماك.
تأتي شاشة آي ماك المزود بشريحة أبل سيليكون من نوع Retina، بدقة تبلغ 4480 × 2520 بكسل. وتحيط بها حواف بيضاء أنحف بنحو النصف مقارنةً بالجيل السابق. وتتركّز معظم مكوّنات الجهاز في الجزء السفلي من الشاشة، المعروف بـ”الذقن”.
يُطرح الجهاز بسبعة ألوان—الفضي، الأزرق، الأخضر، الوردي، الأصفر، البرتقالي، والبنفسجي—بتصميم ثنائي اللون، حيث تكون الجهة الأمامية بلون فاتح بدرجات الباستيل، بينما تأتي الجهة الخلفية بدرجة أغمق من نفس اللون. كما تأتي الملحقات المصاحبة، مثل لوحة المفاتيح وكابل الطاقة، بلون متناسق مع لون الجهاز، وكذلك لون التمييز في نظام macOS وخلفية الشاشة.
يعلو الشاشة كاميرا ويب بدقة 1080p، تعتمد على معالج الصور المُدمج في شريحة أبل سيليكون لتحسين جودة الصورة. يلتقط آي ماك الصوت عبر ثلاثة ميكروفونات مدمجة، ويُنتج الصوت من خلال نظام صوتي مكوّن من ستة مكبرات صوت تدعم تقنية Dolby Atmos.
يتوفر آي ماك (iMac) بنموذجين مختلفين. النموذج الأرخص يأتي بمنفذين Thunderbolt/USB4 فقط، يقعان بجوار زر التشغيل في الجهة الخلفية، ولا يحتوي على منفذ Ethernet بشكل افتراضي، كما يشتمل على شريحة بمعالج رسومي (GPU) أقل قوة. أما النموذج الأعلى، فيُضيف منفذي USB-C إضافيين، ويأتي بمنفذ Ethernet مدمج، ويتيح خيارات تخزين أعلى، ويضم لوحة مفاتيح مزوّدة بتقنية Touch ID. وفي الإصدارات الأولى، كانت بعض الألوان حصرية لنماذج معينة فقط.
تُلحَم الذاكرة والتخزين في اللوحة الأم، مما يجعل ترقيتهما غير ممكنة، في حين تُعد مكونات أخرى مثل مكبرات الصوت، والمنافذ، والكاميرا قابلة للاستبدال في حال حدوث أعطال.

## الجدول الزمني لأجيال وتصاميم iMac
| الجدول الزمني لموديلات iMac   |
| ----------------------------- |
| طالع أيضًا: List of Mac models |

## وصلات خارجية
- الموقع الرسمي
 – الموقع الرسمي لشركة أبل، محفوظ في واي باك مشين في 10 مارس 2021 (بالإنجليزية)